# Ivans Klementjevs
Ivans Klementjevs, rusky Ivan Iljič Klementěv (Ива́н Ильи́ч Клеме́нтьев, * 18. listopadu 1960 Buntiki, Lotyšská SSR) je bývalý lotyšský kanoista.
Jeho nejsilnější tratí bylo 1000 metrů kanoistů, v této disciplíně se stal v dresu Sovětského svazu olympijským vítězem v roce 1988 a jako reprezentant nezávislého Lotyšska získal stříbrnou medaili na OH 1992 a 1996. Stal se také šestinásobným mistrem světa na kilometru (1985, 1989, 1990, 1991, 1993, 1994) a jednou vyhrál na desetikilometrové trati (1989).
Byl členem vojenského sportovního klubu v Rize, v roce 1992 založil spolu s mladším bratrem Jefimijsem Klementjevsem tým Brāļi Klementjevi. V roce 1994 po sporu s lotyšskými funkcionáři odešel do klubu Zawisza Bydhošť a přijal polské občanství, pro Polsko získal svůj poslední titul mistra světa, po roce se vrátil do lotyšské reprezentace. Je absolventem Lotyšské akademie sportovní pedagogiky. V roce 1999 obdržel Řád tří hvězd.
Po ukončení kariéry působil jako trenér, později se stal politikem. Zasedal v městské radě Rigy, od roku 2006 je poslancem Saeima za stranu Shoda, která hájí převážně zájmy ruskojazyčné menšiny.